# Frente Ampla Democrática
Die Frente Ampla Democrática FAD (deutsch Breite Demokratische Front) war ein Wahlbündnis von vier Parteien in Osttimor, das seine Gründung am 4. März 2023 bekannt gab. Ziel der Kleinparteien war es auf diese Weise bei den Parlamentswahlen am 21. Mai 2023 die Vier-Prozent-Hürde zu überspringen und mindestens fünf der 65 Parlamentssitze zu erringen.

## Hintergrund
Dem Bündnis gehörten die União Democrática Timorense (UDT) und die Frenti-Mudança (FM) an, die bisher jeweils über einen Sitz im Nationalparlament verfügten, sowie die Centro Acção Social Democrata Timorense (CASDT) und die Partido do Desenvolvimento Nacional (PDN). Die Verhandlungen zur Bildung des Bündnisses hatten mehrere Monate gedauert. Sich selbst bezeichnete sich die FAD als „Koalition der Mitte“, die „verstreute Kräfte mit demokratischen Werten vereint“. Das Wahlprogramm sollte von wirtschaftlicher Entwicklung geprägt sein. Die Wirtschaft Osttimors sollte vielfältiger und in den Bereichen Handel, Industrie und Tourismus ausgebaut werden. Bildung galt dabei als Schlüssel für das Land.
Den Vorsitz der FAD hatte Ricardo Cardoso Nheu inne, der Präsident der FM. Unter den Unterstützern der FAD ist der ehemalige Innenminister und Präsidentschaftskandidat von 2022 Rogério Lobato.
Am 14. März trat die PDN aber aus dem Bündnis aus und reichte beim Obersten Gericht Osttimors (Tribunal de Recurso) eine eigene Kandidatenliste ein. Da von der Partei auch kein Kongress oder nationale Konferenz über das Wahlbündnis abgestimmt hatte, entschied das Tribunal, die FAD nicht zur Wahl zuzulassen. Nach der Einzelmeldung der PDN, reichten auch die UDT, die CASDT und die FM eigene Anmeldungen zur Wahl ein.